# The Yellow Rose of Texas y Margaritaville
The Yellow Rose of Texas es un establecimiento gastronómico en la Ciudad de Iquitos, Perú, localizado en la 1.ª cuadra del Jirón Putumayo, en el Centro Histórico de Iquitos. Fundado por Gerald Mayeaux, es un establecimiento multinivel que fusiona bar y restaurante con temática norteamericana. El otro local adjunto, llamado Margaritaville, comparte los mismos atributos que el establecimiento  principal.
Margaritaville ha sido destacada por su peculiar coleccionismo. Descrito como un «loco ático con trastorno obsesivo-compulsivo» en The New York Times, el lugar incluye pirañas disecadas, cabezas reducidas, artículos de la National Football League, cráneos de animales, pieles de serpiente, maniquíes desnudos, caparazones de tortugas gigantes y arreos. Además, las meseras suelen vestir uniformes de porristas del Texas Longhorns de la Universidad de Texas en Austin.
El nombre del restaurante está influenciado por la leyenda de Emily D. West, una heroína que tuvo protagonismo en la Independencia de Texas, y que también está identificada en la canción «The Yellow Rose of Texas».